# Piaski (Warszawa)
Piaski (do 1918 Młociny B) – osiedle i obszar MSI w dzielnicy Bielany w Warszawie.

## Położenie
Według MSI Piaski jest położone pomiędzy:
- al. Armii Krajowej od wschodu,
- ul. gen. Maczka od południa,
- ul. W. Broniewskiego od północy,
- al. W. Reymonta od zachodu.

## Charakterystyka
Na terenie dzisiejszych Piasków znajdowała się kiedyś puszcza, którą wycięto pod uprawy, podobnie jak w całym rejonie Bielan z wyjątkiem Góry Polkowej. Obszar Piasków zajmowała częściowo osada Słodowiec i sąsiadowały one z Powązkami. Nazwa Piaski pochodzi od piasków, które zostały tu po wyjałowieniu gleb i nawianych z innych obszarów Bielan.

## Historia
Dawniej miejscowość nazywała się Młociny B (zapewne jako skrót od Młociny Burakowskie) i należała do gminy Młociny. 1 kwietnia 1916 włączono ją do Warszawy. W 1918 roku Młociny B przemianowano na Piaski od tutejszych piasków, a także unikając mylenia ich z Młocinami.
Po przyłączeniu Piasków do Warszawy pojawiła się tu zabudowa mieszkaniowa Warszawskiej Spółdzielni Mieszkaniowej, która zajmuje większą część tego rejonu, włącznie z nowymi osiedlami wybudowanymi po roku 1991.